# 1942 (videojuego)
 1942 es un videojuego de shoot 'em up desarrollado por Capcom que fue lanzado para máquinas recreativas en 1984. Fue el primer juego de la serie 19XX. Fue seguido por 1943: The Battle of Midway. 
1942 se ambienta en la Guerra del Pacífico durante la Segunda Guerra Mundial. El objetivo es llegar a Tokio y destruir toda la flota aérea japonesa. El jugador pilota un avión conocido como el "Súper As" (pero su aspecto es claramente la de un Lockheed P-38 Lightning). El jugador tiene que derribar aviones enemigos y para evitar el fuego enemigo el jugador puede realizar un "roll" o "loop-the-loop". Durante el juego el jugador puede recoger una serie de power-ups, uno de ellos permite que el avión sea escoltado por dos cazas más pequeños en formación. Cada dos mundos aparece un avión "jefe" que debe ser derrotado para pasar de mundo.

## Mundos
En este juego hay 8 mundos en el que el jugador debe avanzar. Cada mundo contiene 4 niveles y el último es un "desafío de puntaje". Los mundos son: Midway, Marshall, Attu, Rabaul, Leyte, Saipan, Iwojima, y el último, Okinawa.
- Nota: Este juego tiene la particularidad de que los niveles se cuentan desde el último hasta el primero, es decir, Nivel 32, 31, 30... 3, 2, 1.

## Conversiones
El juego fue desarrollado más tarde para las consolas NES, MSX, NEC PC-8801, Windows Mobile profesional, y Game Boy Color. Fue también llevado a Amstrad CPC, ZX Spectrum y Commodore 64. El juego fue incluido como parte de la colección Capcom Classics Collection para Xbox y PlayStation 2 en 2005. La versión arcade se ha lanzado en la Consola Virtual de Wii en Japón el 21 de diciembre de 2010, la región PAL el 21 de enero de 2011 y en Norteamérica el 24 de enero de 2011. 
La máquina arcade fue convertida a electrónica moderna por José Tejada (alias jotego) y portada a las plataformas FPGA MiST y MiSTer en el año 2019. Es la única versión fidedigna a la máquina original en aspectos como el árbitro del bus para el acceso a la memoria de vídeo y la ausencia de latencia. José Tejada se basó en los diagramas esquemáticos disponibles para realizar la conversión. 

## 1942: Joint Strike
1942: Joint Strike, está disponible para Xbox Live Arcade y PlayStation Network. La versión para Xbox Live Arcade fue lanzado el 23 de julio de 2008, mientras la versión de PlayStation Network se lanzó el 24 de julio de 2008. 